# Старий Дніпро (Полісся)
Стари́й Дніпро́ — рукав річки Дніпро в його середній течії. Майже на всьому протязі слугує державним кордоном між Україною та Білоруссю. Довжина річки 10 км. 
Рукав відгалужується від головного русла в районі села Миси Ріпкинського району Чернігівської області. Тече спочатку на північний, потім на південний захід і в кінці — на південний схід. Рукав утворює річковий острів (назва невідома). 
В Старий Дніпро впадає річка Пісоченка (Білорусь).